# 盧秀燕
盧 秀燕（ルゥ・ショウイェン、ろ しゅうえん、1961年〈民国50年〉8月31日 - ）は中華民国の政治家（中国国民党所属）。外省人。現職の台中市長。

## 経歴
国立政治大学社会学学部地政学科、私立淡江大学国際事務戦略研究所修士課程修了。台湾の三大老舗テレビ局の１つである中華電視公司で記者として金鐘奨を受賞したのち、気象キャスターを務めて知名度を高める。台中市駐在中に同市議の廖述嘉と知り合い結婚したことをきっかけに政界入りし、1994年に台湾省議会議員に初当選、さらに立法委員を6期務めた。2018年中華民国統一地方選挙で台中市長の国民党公認候補となり、現職の林佳龍を約21万票差をつけて破り、国民党初の女性直轄市市長となった。

### 立法委員時代

#### 台湾人元慰安婦問題
日本統治時代の台湾における日本軍の慰安婦問題について、「韓国人が慰安婦問題について一貫して志願ではなく強制だったと主張しているのに対し、台湾人の元慰安婦には自分たちは志願だったという声が少なくなく、これが日本政府にこの問題と向き合わない口実を与えてしまっている」と自身の見解を示し、「日本に対して賠償と謝罪を請求するには、台湾の慰安婦は志願ではなく強制だったと明確に説明することが非常に重要だ」と述べた。

#### 東日本大震災被災地の食品輸入反対
2016年12月、台中市内で東日本大震災の被災地やその周辺の全食品の輸入に反対する署名活動を行い、「震災が発生した際、台湾人は100億ニュー台湾ドル近い義援金を送って日本政府を助けた。日本政府は自分たちの経済利益のために台湾人の健康に危害を及ぼすべきではない」と述べた。

### 台中市長（2018年～）

#### 両岸関係

##### 九二共識の支持
市長当選後、『九二共識とはすなわち「不統・不独・不武」（統一しない・独立しない・武力行使しない）であり、両岸の経済発展のための合意である』という見解を示した。また同じ国民党から当選した韓国瑜高雄市長が両岸関係を討論するためのワークグループを設置する意向を表明し、同党の張麗善雲林県長、林明溱南投県長が相次いで同グループの設置の意向を表明したことについては、「予算や人員配置の負担から台中市では常設はしない」とし、「花博のマーケティングのための小グループ設立を優先し、中国の観光客を呼び込みたい」と述べた。 

##### 自由貿易経済特区条例草案の支持
2019年3月18日、国民党が立法院に提出した「自由貿易経済特区条例」草案を支持する声明を他の国民党系県市長と共同で発表した。同条例が規定する「自由貿易経済特区」は中国製品の加工貿易などが念頭に置かれており、「中国製品の産地偽装を幇助するものだ」、「国内産業と連結しておらず、国際競争力を高めることはできない」といった批判が出た。5月6日、蔡英文総統は自身のFacebook上で「台湾製品と中国製品の境界を曖昧にすることはできない」と牽制し、さらに7日には記者団に対し「自由貿易経済特区の概念が公平な貿易であるか否か、国際社会ではすでに検証が始まっている。自由貿易経済特区を有する多くの国がOECDの検証を受けている。国際社会における趨勢では決してない」と見解を述べた。

##### 中国和平統一促進会デモ騒動
2019年4月、台湾の中国和平統一促進会が同月13日に台中市内で開催を予定していた和平統一発展フォーラムおよび「九二共識を宣揚し、和平と統一を支持する」デモについて、その告知ポスターからフォーラムのテーマが「和平統一発展の前景を守り、台湾における一国二制度の方案を模索する」であること、また講演者として「台湾の武力統一」を主張する在米の中国人社会学者李毅を招く予定であることが明らかになり、このデモの開催が合法であるか否かを疑問視する声があがった。集会デモ法の「共産主義や国土の分裂を主張してはならない」という条項に反するのではないかという指摘に対し、盧秀燕は司法院大法官の憲法解釈第445号を引用し、デモを許可した市の判断が法に基づくものであることを強調した。
11日、内政部移民署は「李毅は観光ビザで入境しており、政治的なデモへの参加や演説発表を行うことは許可されていない。また武力統一に関する過去の発言から、国家の安全や社会の安定に危害を及ぼすおそれがあると十分に認められる」とした上で、李毅の入国許可を取り消し、同日中の出国を命じると発表した。その後、李毅は一度行方が分からなくなっていたが、12日の早朝、南投県の民宿で身柄を確保され、桃園空港から出発地の香港へ強制送還された。なお、李毅は搭乗前に「今回のデモのことは知らなかった。中国和平統一促進会の会員と会ったこともない」と述べた。
13日当日、中国和平統一促進会は「社会秩序と参加者の安全に配慮し、午後に予定していたデモ、講演を含むすべての活動を中止にする」と発表した。同日、中国語版ウィキペディアの盧秀燕ページが荒らされ、誹謗する言葉が書き込まれた。これについて盧秀燕は「台湾は言論の自由と同等の集会・デモの自由が保障されている。それはすなわち民主主義の精神であり憲法の精神である。市長として市民の異なる意見を受け止め、尊重する」と述べた。

#### 台中フローラ世界博覧会の入場無料化
2019年1月1日、前年11月3日に開幕した2018台中フローラ世界博覧会の12歳以下の子供の入場料を無料化した。また林佳龍前市長は台中市民に「花博カード」を発行し、「同カードを使用すれば一度に限り無料で入場可能」という方式を採用していたが、これについても「台中市に籍を置く者は同カードを使用しなくても無制限に無料で入場可能」という方式に切り替えた。盧秀燕は選挙活動中から無制限の入場無料化について意欲を見せていたが、国際園芸博覧会の認証機関である国際園芸家協会（AIPH）からは「これまでに例が無く、AIPHの政策に反する」と指摘されていたため、それを無視して断行する形になった。
AIPHは台中市に対し、新市長の入場無料化政策に関する説明と未納状態になっている権利金の支払いについて、二度に渡って催促の通知を送り、2月2日までに支払いがなかった場合は主催権の付与を取りやめると伝えた。対応が遅れたことについて、盧秀燕は市長交代に伴う担当者の引き継ぎが原因だと釈明したが、同市の広報を担当していた前新聞局長は「市長交代後も同博覧会の担当者は変わっておらず、引き継ぎの問題は無いはずだ」と指摘している。
台中市は「花博カード方式で300万人を無料で入場させることについてはすでにAIPHの理解が得られている。12歳以下の子供の入場料を無料化し、市民を無制限に無料で入場可能にしても、300万人を超えることはないため、当初予定していた権利金の計算方法をそのまま採用しても問題はない」と主張したが、AIPHは不満を示し、再び国際訴訟と国際園芸博覧会の認証取り消しの可能性を示唆した。
3月4日、台中市とAIPHで政策、権利金および契約内容について協議を行い、合意が達成された。
なお、花博カードについては300万枚が用意されていたが、4月22日に発行申請の受付が停止され、約144万枚が未発行のまま市に保管されている。前市長の構想では花博閉幕後は市民カードとして活用することが考えられており、台湾の市県が発行する市民カードのなかでも最大の50％以上の普及率を有するカードとなるはずだったが、盧秀燕は同カードの今後の活用について「もうすぐカードレスの時代を迎える」として否定的な見解を示している。

#### 老人健保の補助対象拡大
かつて台中市では前々市長の胡志強が独自に老人健保の保険料を補助する政策を行っていた。具体的には所得稅率5%以下で65歳以上（原住民は55歳以上）の高齢者の保険料を毎月最大749ニュー台湾ドルまで補助するというもので、約16万人が補助の対象となっていた。胡志強の後任となった林佳龍前市長は、市内の高齢者人口は毎年約1万5000人増加しており、保険料補助のための予算が将来的に他の福祉政策の予算を圧迫するおそれがあるとして、2017年、補助の対象を低収入および中低収入の高齢者に限定することを決めた。これにより補助の対象は約1万2000人となり、節減分の経費で高齢者向けの生涯学習事業や配食サービスやデイサービスの拡充整備などが行われた。
盧秀燕は選挙活動中から補助の対象を胡志強市政の頃と同じ所得稅率5%以下に戻すことを公約の１つに掲げており、2019年7月1日から補助対象の拡大を開始した。2019年7月時点で約26万人の高齢者が補助の対象になるとされている。

#### 台中ショッピングフェスティバルの開催
2019年7月10日から消費刺激策として台中ショッピングフェスティバル（購物節）を開催した。累計500ニュー台湾ドルの買い物で1000万ニュー台湾ドルの豪邸をはじめとする豪華賞品が当たる抽選に参加できるというもので、「第1回」と銘打っていたが、前々市長のときにも開催していたこと、またそのとき700万ニュー台湾ドルの豪邸の当選者が高額な税金を理由に賞品の受け取りを拒否していたことが議会で指摘された。これに対し、盧秀燕は「同様の事態を防ぐため、今回は受け取りにかかる税金については市が支払う」と説明した。

#### タピオカミルクティーフェスティバルの開催
前市長のときに開催が始まった「アフタヌーンティーフェスティバル」（午茶生活節）を「タピオカミルクティーフェスティバル」（台中珍奶節）と改めて、2019年7月10日にその第1回を開催した。なお、期間中に行われた市内ドリンクスタンドのタピオカミルクティーの人気投票では5部門のうち4部門でタピオカミルクティーではなくタピオカ入りのミルクやコーヒーが選ばれる珍事があった。

#### 環境政策
2018年12月25日、市長就任式で「全力で市内の空気品質の改善に努め、市民が新鮮な空気を吸えるようにする」と述べ、同市の山間部に位置する谷関の空気が入っているとされる小瓶を1万個配布した。だが、専門家から「空気を容器に保存するには高圧力をかけて密封しなければならないはずだ」、「空気を容器から逃さないためには蓋に特殊な加工が必要だ」という指摘があり、空気瓶の製造工程に疑惑の目が向けられた。これについて市長から1瓶約30元で空気瓶の製造を請け負った業者は、瓶を谷関まで持っていき、手で瓶の蓋をしめただけだったことを明かした。

#### 交通政策
台中市市区公車
市内バス交通は前々任の胡志強時代は8kmまで、前任の林佳龍時代は10kmまではIC利用時に限り無料と元々他市より割引が厚かったが、2020年からは10km超過分も上限運賃を60元から一気に10元と値下げする政策を打ち出している。また前市長は年々増加するバス予算の縮減と負担の公平性確保のため、市民カードを発行し、将来的に無料乗車の対象を台中市民に制限する計画を進めていたが、新市長の就任で中止となった。
鉄道
前市長が推進し、蔡英文政権での前瞻基礎建設計画に含まれていた台湾鉄路管理局の海線（単線を複線高架に）と甲后線（新設）、成追線（就任前から既に複線化工事着手済み）を結合する「大台中山手線構想」を市の負担割合が高すぎることを理由にほぼ白紙撤回、計画が潰えるかにみえたが、前市長が2019年より交通部部長に転身したため立場を変えた「龍燕対決」の様相をみせている。燕市長側は中央政府の全額補助を要求している。

#### 紙風車劇団の公演中止騒動
2019年8月5日、台湾で児童劇の無料公演を行う紙風車劇団が「台中市から劇団の政治色について質疑を受け、区役所の協力が得られず、学校が提供する会場の使用許可も下りなかった」として、同月に台中市内の小学校で予定していた公演をすべて中止にすることを発表した。これについて立法委員の洪慈庸は市長選の約2週間前に市内小学校で行われた同劇団の公演告知ポスターに協賛者として盧秀燕（当時は立法委員）の名前が記載されていたことを指摘し、市の対応を疑問視した。6日、盧秀燕は「市のサービスに至らない部分があった」と謝罪し、紙風車側も謝罪を受け入れたが、「心の傷を癒やしたい」として予定通り同月の台中市公演を見送ることを決めた。
なお、公演中止の発表後、インターネット上では「紙風車は子供を利用して政治を操作しようとしている」という見出しのデマが流れ始めた。デマの内容は、今回の公演告知ポスターに政治人物の名前が主催者や協賛者として記載されていたことを示唆し、これが学校設備使用の規則に反するとした市の対応は妥当であり、紙風車はこれを巧みに利用して政治問題化しようとしていると主張するもので、国民党の地方支部のFacebook上にも投稿されていた。市の教育局はポスターに政治人物の名前は無く、政治中立の原則に適合したものだったと説明している。

#### 印紙税廃止反対
2019年8月28日、印紙税法の廃止に反対する声明を他の国民党系県市長と共同で発表した。同日、民進党の議員から立法議員時代に自身が印紙税の廃止案を提出していたことを指摘され、「台中は財政難であり、もし中央政府が台中市の税収に見合った補助を出すのであれば、印紙税の廃止に賛成する」と述べた。

#### 市政評価
2018年12月に市長に就任し、翌年3月に政治雑誌『新新聞』が発表した市長に対する満足度調査で6大都市中ワースト1位になってから、4月にはテレビ局TVBS、5月にはオピニオン誌の『遠見雑誌』、6月には新台湾国策シンクタンクの世論調査でそれぞれワースト1位になった。

9月の経済誌『天下雑誌』の世論調査では同じく国民党の韓国瑜高雄市長が22市県長中ワースト1位となったため、盧秀燕はワースト2位となった。するとインターネット上で「調査結果は2018年の資料に基づいたものであり、責任は前任者にある」というデマが拡散され始めた。このことを受け、12日、『天下雑誌』は「本調査は今年7月18日から8月22日までの世論を調査したものであり、前任者の資料を用いて現任者を評価したものではない」と説明した。しかし、14日、韓国瑜は翌年に控えた自身の総統選のために台中を訪れた際、盧秀燕と共に支持者たちを前に「調査結果は2018年の資料に基づいたもの。民進党の議員は陳菊（前高雄市長）や林佳龍（前台中市長）を批判するべきだ」と述べた。

## 2018年台中市長選挙

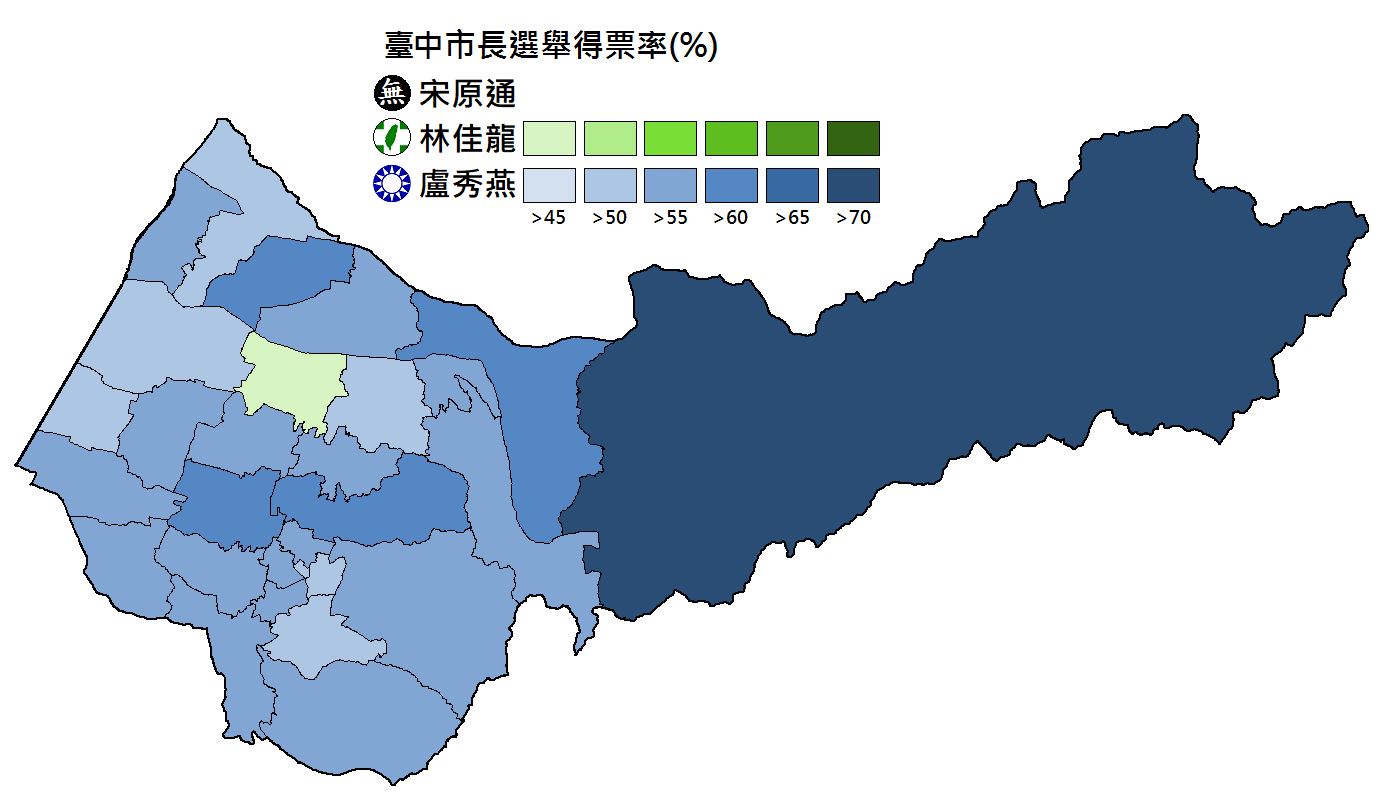
2018年臺中市長選挙得票分布。

| 2018年台中市長選挙結果 | 2018年台中市長選挙結果 | 2018年台中市長選挙結果 | 2018年台中市長選挙結果 | 2018年台中市長選挙結果 | 2018年台中市長選挙結果 | 2018年台中市長選挙結果 |
| 候補者番号             | 候補者名               | 政党                   | 得票数                 | 得票率                 | 当落                   |                        |
| ---------------------- | ---------------------- | ---------------------- | ---------------------- | ---------------------- | ---------------------- | ---------------------- |
| 1                      | 宋原通                 | 無所属                 | 15,919                 | 1.09%                  |                        |                        |
| 2                      | 林佳龍                 | 民主進歩党             | 619,855                | 42.35%                 |                        |                        |
| 3                      | 盧秀燕                 | 中国国民党             | 827,996                | 56.57%                 |                        |                        |
| 投票数                 | 投票数                 | 投票数                 | 2,213,789              | 2,213,789              | 2,213,789              |                        |
| 有効票                 | 有効票                 | 有効票                 | 1,463,770              | 1,463,770              | 1,463,770              |                        |
| 無効票                 | 無効票                 | 無効票                 | 29,595                 | 29,595                 | 29,595                 |                        |
| 投票率                 | 投票率                 | 投票率                 | 67.46%                 | 67.46%                 | 67.46%                 |                        |

## 親族
中天電視のニュースキャスター・盧秀芳は妹。元台中市議会議員の廖述嘉は夫、元台湾省議会議員の廖継魯は義父。